# Ecaepomia latiantenna
Ecaepomia latiantenna là một loài tò vò trong họ Ichneumonidae.